# Dromaeosauroides
Dromaeosauroides là một chi khủng long chân thú thuộc họ Dromaeosauridae sống vào thời kỳ Creta sớm tại nơi ngày nay là Đan Mạch. Nó được phát hiện ở thành hệ Jydegaard tại Robbedale, trên đảo Bornholm thuộc Biển Baltic.